# Брус

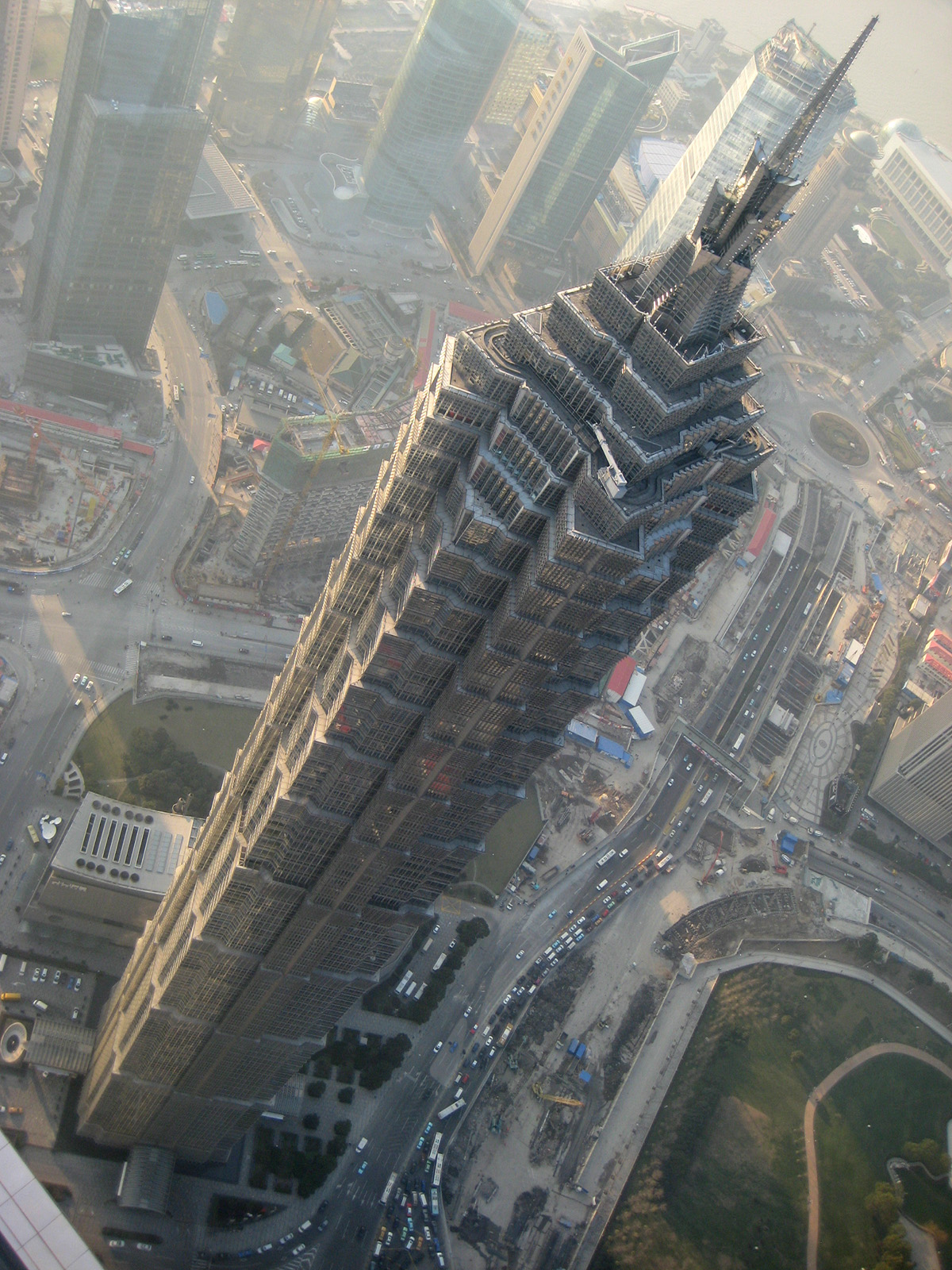
Приклад ступінчастого бруса

Брус — конструктивний елемент, товщина і ширина якого набагато менші за довжину. Може використовуватися як підпора або балка.
При розрахунках брус замінюють його подовжньою віссю. Брус, що працює на розтягування-стиснення зазвичай називають стрижнем, на кручення — валом, а на вигин — балкою.
За геометричною формою бруси можна розділити на прямолінійні і криволінійні, за виглядом поперечного перетину — на бруси постійного і змінного перетину, а також ступінчасті, за виглядом навантаження — плоскі і просторові.

## Інші розрахункові моделі деформівного тіла
Існують також інші розрахункові моделі деформівного тіла, такі як:
1. Оболонка
2. Масивне тіло
3. Пластина